# 1 Brygada Zmechanizowana (Bundeswehra)
1 Brygada Zmechanizowana (1 Brygada Grenadierów Pancernych) (niem. Panzergrenadierbrigade 1) – zmechanizowany związek taktyczny Bundeswehry.
W okresie zimnej wojny Brygada wchodziła w skład 1 Dywizji Pancernej i przewidziana była do działań w pasie Północnej Grupy Armii.

## Struktura organizacyjna
| Organizacja PzGrenBrig 1 w 1989 | Organizacja PzGrenBrig 1 w 1989    | Organizacja PzGrenBrig 1 w 1989 |
| Godło                           | Pododdział                         | Miejsce stacjonowania           |
| ------------------------------- | ---------------------------------- | ------------------------------- |
|                                 | dowództwo brygady                  | Hildesheim                      |
|                                 | 11 batalion grenadierów pancernych | Hildesheim                      |
|                                 | 12 batalion grenadierów pancernych | Osterode am Harz                |
|                                 | 13 batalion grenadierów pancernych | Wesendorf                       |
|                                 | 14 batalion pancerny               | Hildesheim                      |
|                                 | 15 batalion artylerii              | Stadtoldendorf                  |